# Pronothobranchius kiyawensis
Pronothobranchius kiyawensis е вид лъчеперка от семейство Nothobranchiidae. Видът е почти застрашен от изчезване.

## Разпространение
Разпространен е в Буркина Фасо, Гамбия, Гана, Кот д'Ивоар, Нигер, Нигерия, Сенегал, Того и Чад.